# Брансон, Дойл
Дойл Брансон (англ. Doyle F. Brunson; 10 августа 1933, Лонгворт, штат Техас, США — 14 мая 2023, Лас-Вегас) — профессиональный игрок в покер. Двукратный чемпион Мировой серии покера. «Легенда» мирового покера. Член Зала славы покера с 1988 года.

## Биография
Родился 10 августа 1933 года в Лонгворте, был младшим из трёх детей. В старшей школе занимался лёгкой атлетикой. После школы поступил в университет Хардин-Симмонс. В университете начал играть в покер, из-за чего пять раз сталкивался с дисциплинарным советом школы за азартные игры. Получив степень магистра в области образования, Брансон продолжал играть в покер, чтобы обеспечить себе доход. Отказался от карьеры в сфере образования из-за невысокой зарплаты, и устроился на работу продавцом офисного оборудования. Во время одного из рабочих визитов в бильярдный зал в Форт-Уэрте он случайно наткнулся на покерную игру, присоединился к ней и всего за три часа выиграл сумму, равную его месячной зарплате. После этого он уволился с работы и полностью погрузился в мир нелегального покера.
В 1976 году с 10♠ 2♠ обыграл Джесса Алто (A♠ J♦), а в 1977 году — Гэри Берланда (10♠ 2♥ против 8♥ 5♣), с тех пор, карты 10-2 имеют прозвище «рука Брансона».
В 1978 году Брансон опубликовал книгу «Супер Система», в которой раскрыл ряд секретов профессионального мастерства и которая стала настольной для многих будущих звёзд покера.
Стал одним из первых игроков в истории, заработавшим $1 000 000. Вместе с Джонни Ченом и Филом Айви делит второе место по общему количеству браслетов WSOP (по десять), уступая только Филу Хельмуту. Один из четырёх игроков, выигрывавших главный турнир WSOP более одного раза. На 2011 год сумма выигранных им призовых превысила $6M.
Являясь одним из старейших участников «Зала Покерный Славы», Дойл Брансон продолжал участвовать в Мировой серии покера (WSOP) даже несмотря на длительную борьбу с раком.
Как любил рассказывать сам Дойл Брансон, он регулярно становится жертвой ограбления. Так, например, в возрасте близком к 80 годам у него украли костыли, а к 83 годам число ограблений достигло 5. В связи с этим Брансон не хранил у себя более $500 наличными и носил с собой пистолет.
26 октября 2016 года, сын Дойла Брансона Тодд стал 51 участником «Зала Славы». Таким образом, семья Брансон стала первой семьей, у которой в Зал Славы Покера включены два поколения.
Являлся мастером спорта по кикбоксингу.
Умер в Лас-Вегасе 14 мая 2023 года в возрасте 89 лет.